# Perizoma magistraria
Perizoma magistraria är en fjärilsart som beskrevs av Turati 1912. Perizoma magistraria ingår i släktet Perizoma och familjen mätare. Inga underarter finns listade i Catalogue of Life.